# متحف البيضاء
متحف البيضاء هو متحف يقع عند مدخل مدينة البيضاء ، وقد افتتح في عام 1988م يعرض مجموعة من اللقى الأثرية عثر عليها في موقع بلدة بلغراي مدينة البيضاء حاليا ، تمثلت في أواني فخارية ترجع إلى العصرين الإغريقي والروماني ، كما تعرض به أجزاء من منحوتات ونقوش رومانية ، إضافة إلى عينات من التاريخ الطبيعي .